# L.E.K. Consulting
Pour les articles homonymes, voir Lek.
 (janvier 2015).
L.E.K. Consulting est un cabinet anglais de conseil en stratégie. 
Il compte 1 500 consultants répartis dans 18 bureaux dans le monde.

## Historique
Le cabinet a été fondé en 1983 par trois anciens partners de Bain & Company : James Lawrence, Iain Evans et Richard Koch.
L.E.K. Consulting est aujourd'hui le second plus gros cabinet de conseil en stratégie d'origine européenne derrière Roland Berger Strategy Consultants.
En 2007, L.E.K. reçoit le Queen's Award for Enterprise, la plus haute récompense officielle du monde des affaires en Grande-Bretagne.

### France
En janvier 2018, Arnaud Sergent remplace Clare Chatfield à la direction du bureau français.

## Publications
L.E.K. publie chaque semaine sur son site internet des Executive Insights, des analyses sur ses sujets de travail dans les domaines suivants : Aérospatiale & Défense, Aviation et Voyage, Pharmacie et Sciences de la Vie, Services aux Entreprises, Produits de consommation, Énergie et Environnement, Services Financiers, Services de Santé, Médias, Divertissements et Technologie, MedTech, Ressources Naturelles, Fonds d'investissements, Transport & Logistique[réf. nécessaire].

## Bureaux

### Amérique
- Boston (75 State Street)
- Chicago
- Los Angeles
- New York
- San Francisco
- Houston
- Sao Paulo

### Europe
- Londres
- Wroclaw
- Munich
- Paris

### Asie - Pacifique
- Beijing
- Melbourne
- Shanghai
- Singapour
- Séoul
- Sydney
- Tokyo